# Битва при Чашниках (1664)
Битва при Чашниках — сражение русско-польской войны 1654—1667 годов, произошедшее 25 сентября 1664 года у белорусского местечка Чашники.
Накануне битвы в войске Новгородского разряда, потерпевшем поражение в битве под Витебском, была произведена реорганизация. Его многолетний командующий Иван Хованский был заменён на окольничего Петра Долгорукова. Части Новгородского разряда были дополнены или замещены более надёжными и боеспособными рейтарами и «выборными солдатами» из Москвы.
Переформированное войско двинулось из Витебска к Полоцку, отправив артиллерию речным путём. Узнав о пребывании близ Чашников польско-литовского войска во главе с полковниками Самуилом Лукомским и Каролем Лисовским, Долгоруков решительно выступил против них всей ратью, а вперёд послал рейтар полков Ивана Полуектова и Якова Одобрина. Рейтары наголову разгромили противника. В бою погиб польский полковник Лисовский, а Лукомский был взят в плен.
После битвы при Чашниках Долгоруков приступил к осаде Дисны, однако из-за неудачи отряда князя Даниила Барятинского отошёл к Полоцку, а оттуда на зимние квартиры в Великие Луки.